# Hohenau an der March
Hohenau an der March é um município da Áustria localizado no distrito de Gänserndorf, no estado de Baixa Áustria.